# Bernd Rüdiger
Bernd Rüdiger (* 11. Juli 1942 in Leipzig) ist ein deutscher Historiker und Fachmann für Historische Hilfswissenschaften.
Bernd Rüdiger studierte Geschichte an der Karl-Marx-Universität Leipzig (KMU) und promovierte dort 1972 mit einer Arbeit zum Thema Volkstümliche antikirchliche Opposition und klerikale mystische Propaganda im 13./14. Jahrhundert, dargestellt unter besonderer Berücksichtigung des Wirkungsfeldes des Dominikaners Johannes Tauler. 1979 wurde Rüdiger Hochschuldozent für Quellenkunde und Historische Hilfswissenschaften an der KMU. Die Habilitation erfolgte 1980 mit der Arbeit zum Thema Quellenkundliche Methoden im Lichte der marxistisch-leninistischen Theorie. Im September 1986 wurde er Professor für Quellenkunde und Historische Hilfswissenschaften an der Sektion Geschichte der Karl-Marx-Universität und leitete zudem zwischen 1986 und 1990 die Universitätsbibliothek Leipzig. Er war Hauptmann der Reserve der NVA und Mitglied der SED. Nach der Wende war Rüdiger im Stadtarchiv Leipzig tätig.

## Schriften
- mit Helmut Arndt und Kurt Schneider: Dokumentation zur Geschichte der deutschen Novemberrevolution in Leipzig. SED-Bezirksleitung, Leipzig 1978.
- Quellenkundlicher Leitfaden für die Arbeit mit historischen Sachzeugen (= Instituts für Museumswesen. Schriftenreihe. H. 18, ZDB-ID 23512-x). Institut für Museumswesen, Berlin 1983, (Zugleich: Leipzig, Universität, Habilitations-Schrift, 1978: Quellenkundliche Methoden im Lichte der marxistischen Erkenntnistheorie.).
- Wahre Geschichten um das Geld (= Wahre Geschichten. Nr. 9). Tauchaer Verlag, Taucha 1993, ISBN 3-910074-05-7.
- mit Dieter Nadolski: Wahre Geschichten um Auto (= Wahre Geschichten. Nr. 10). Tauchaer Verlag, Taucha 1993, ISBN 3-910074-12-X.
- Wahre Geschichten um Bäderwesen (= Wahre Geschichten. Nr. 14). Tauchaer Verlag, Taucha 1994, ISBN 3-910074-21-9.
- Wahre Geschichten um König Albert (= Wahre Geschichten. Nr. 17). Tauchaer Verlag, Taucha 1994, ISBN 3-910074-25-1.
- mit Wolfgang Lorenz: Quellen zu Adam Ries (= Quellen zum Leben und Wirken Adam Ries’ und seiner Söhne. Bd. 1). Adam-Ries-Bund, Annaberg-Buchholz 2009, ISBN 978-3-930430-87-1.
- Adam Ries. Leben und Wirken des bedeutendsten deutschen Rechenmeisters. Adam-Ries-Bund, Annaberg-Buchholz 2017. ISBN 978-3-944217-25-3